# Ређоне Монти (Савона)
Ређоне Монти је насеље у Италији у округу Савона, региону Лигурија.
Према процени из 2011. у насељу је живело 47 становника. Насеље се налази на надморској висини од 41 м.